# Federação Equatoriana de Voleibol
A 'Federación Ecuatoriana de Voleibol é a entidade responsável pela organização dos campeonatos de voleibol no Equador e pela difusão do esporte no país.
É filiada à CSV e à FIVB